# 北東方面艦隊
北東方面艦隊（ほくとうほうめんかんたい、旧字体：北東方面艦隊󠄁）は、北太平洋やオホーツク海など、日本列島の北東方面の作戦を担当することを主任務とし、1943年（昭和18年）8月5日に編制された日本軍の艦隊である。第十二航空艦隊と第五艦隊を組み合わせた方面艦隊であった。日本海軍の軍隊区分としては、北東方面部隊と呼称し、北東方面艦隊司令長官（第十二航空艦隊司令長官兼任）が指揮官であった。1944年（昭和19年）12月5日、解隊された。

## 概要
北東方面艦隊（符号ＨＴＦ）は、第二次世界大戦の太平洋戦争において、大日本帝国が1943年（昭和18年）8月5日に編制した方面艦隊。ソビエト連邦に対する警戒と、アリューシャン列島・千島列島・樺太方面の哨戒や船団護衛、アメリカ海軍が出現した場合の邀撃を主任務とする。
編制当初は基地航空部隊の第十二航空艦隊と、水上艦兵力の第五艦隊を隷下におき、第十二航空艦隊司令長官が北東艦隊司令長官を兼務した。1943年後半から連合軍の反攻が本格化すると、航空兵力を最前線に転用された。
1944年（昭和19年）6月中旬のサイパン島の戦いで、第五艦隊がサイパン島逆上陸準備のため内地に帰投した。8月1日には第二遊撃部隊に区分されて第一機動艦隊（小沢機動部隊）に組み込まれる。10月18日に第二遊撃部隊（第五艦隊）は南西方面部隊に編入され、捷一号作戦においてレイテ沖海戦に参加するなど、北東方面艦隊は水上兵力を転用されてしまう。北東方面艦隊は12月5日付で解隊され、第五艦隊は南西方面艦隊に、第十二航空艦隊は連合艦隊付属に編入された。

## 経緯

### 1943年
太平洋戦争において、日本列島の北東方面（アリューシャン列島・千島列島・樺太、北海道）の作戦は、開戦直前の1941年（昭和16年）7月25日に編制された第五艦隊が担当していた。軍隊区分においては“北方部隊”と呼称した。
1943年（昭和18年）5月12日、アッツ島の戦いが始まる。5月18日、大本営陸軍部と海軍部はアッツ島放棄を決定した。同18日付で第十二航空艦隊（符号12AF、司令長官戸塚道太郎中将）を新編し、連合艦隊に編入した。兵力部署としては“第二基地航空部隊”と呼称し、北東方面の航空作戦全般を指揮する。ガダルカナル島の戦いに参加して消耗し再編中の第二十四航空戦隊と、新編の第二十七航空戦隊を基幹とした。7月1日、第十一航空艦隊付属であった豊橋海軍航空隊と厚木海軍航空隊で第五十一航空戦隊が新編され、第十二航空艦隊に編入された。空母機動部隊の母艦兵力練成が第五十航空戦隊、基地航空部隊の練成が第五十一航空戦隊という分担であった。
1943年（昭和18年）7月末のケ号作戦により、アリューシャン方面の戦いは区切りがついた。これは千島列島が北東方面防衛の最前線になることを意味した。その後、千島列島、樺太、北海道方面を担当していた日本陸軍（北部軍）と日本海軍（第五艦隊、第十二航空艦隊、大湊警備府、海軍根拠地隊など）の協力関係や指揮系統を整理統括する必要が生じた。
日本海軍は1943年（昭和18年）8月5日付で、第五艦隊（司令長官河瀬四郎中将）と第十二航空艦隊を隷下におく北東方面艦隊（符号HTF）を編制した。北東方面艦隊司令長官は第十二航空艦隊司令長官を兼任している。兵力部署では、北東方面部隊、第二基地航空部隊（第十二航空艦隊基幹）、北方部隊（第五艦隊基幹）、付属部隊となった。また8月5日付で千島方面特別根拠地隊が千島方面根拠地隊に改編され、北東方面艦隊の指揮下に入った（兵力部署としては、千島方面防備部隊となる）。
コテージ作戦によりキスカ島を奪回した連合軍は、アリューシャン列島でも前進基地を増強する。千島列島の日本軍に対し少数の爆撃機（B-24、B-25）による空襲や、巡洋艦や駆逐艦による艦砲射撃をおこなった。さらに潜水艦によって日本軍のシーレーンを脅かした。
日本軍は、新体制のもとで千島列島の防備強化を開始する。北東方面艦隊は、千島列島や樺太方面への輸送任務と護衛、北太平洋の哨戒任務に従事した。大湊警備府が同方面の作戦を支援した。
9月3日、飛行艇支援のために配備されていた水上機母艦「秋津洲」が、第二基地航空部隊から転出した。
10下旬以降のブーゲンビル島の戦い（南東方面）で、日本軍はろ号作戦を実施、ブーゲンビル島沖航空戦が生起した。南東方面艦隊（基地航空部隊）と第三艦隊（空母機動部隊）の航空兵力は大損害を受け、補充のため第十二航空艦隊の一部が転用された。
11月に中部太平洋で太平洋艦隊のガルヴァニック作戦が始まりギルバート・マーシャル諸島の戦いが生起すると、北東方面艦隊隷下の第十二航空艦隊から第二十四航空戦隊が中部太平洋諸島に転用された（ギルバート諸島沖航空戦）。

### 1944年
1944年（昭和19年）1月1日、第五十航空戦隊が解隊され、所属していた軽空母「鳳翔」、駆逐艦「夕風」、築城海軍航空隊が第五十一航空戦隊（北東方面艦隊、第十二航空艦隊）に編入された。また第五艦隊の第一水雷戦隊から第21駆逐隊が除かれ、第7駆逐隊が編入された。
2月4日、アメリカ海軍の巡洋艦や駆逐艦が千島列島に出現して幌筵島に艦砲射撃をおこなった。北東方面艦隊は「北東方面部隊甲作戦用意」を発令した。翌5日、解除した。2月15日、第五艦隊司令長官に志摩清英中将が補職された。千島列島にアメリカ艦隊の水上艦部隊が来襲して艦砲射撃を加えたので、日本海軍は2月下旬に戦時編制の改訂をおこなう。南西方面艦隊隷下の第十六戦隊に所属していた重巡「足柄」が北方部隊に転属して第二十一戦隊に編入、それと前後して軽空母「鳳翔」と駆逐艦「夕風」が第五十一航空戦隊から除かれて連合艦隊付属となった。第五艦隊からは第二十二戦隊が削除され、北東方面艦隊に編入された。
第十二航空艦隊の大きな変化は、2月20日付で第二十四航空戦隊および隷下の第二八一海軍航空隊と第五三一海軍航空隊が解隊され、第七五二海軍航空隊が第二十七航空戦隊に編入された。第二十七航空戦隊にも第二五二海軍航空隊が編入され、第五十一航空戦隊では豊橋海軍航空隊が第七〇一航空隊、厚木海軍航空隊が第二〇三航空隊、築城海軍航空隊が第五五三海軍航空隊に改称した。
3月16日、日本陸軍において北東方面作戦に従事していた北部軍が第5方面軍（司令官樋口季一郎中将）に改編され、北部軍管区を担当した。
6月14日、大型巡洋艦複数を擁するアメリカ艦隊が松輪島に艦砲射撃をおこない、北東方面艦隊は「甲作戦第一法用意」を発令した。その頃、中部太平洋では太平洋艦隊がサイパン島に上陸を開始、サイパン島の戦いが始まっていた。軍令部と連合艦隊はサイパン島の救援と奪回を目的として、第五艦隊と扶桑型戦艦などをサイパン島に突入させようとした。連合艦隊の命令により、第五艦隊は横須賀に帰投して準備をおこなう。これを「イ号作戦」、「Ｙ号作戦」と称する。だが6月19日から20日のマリアナ沖海戦で日本海軍は大敗、サイパン島奪回作戦に懸念が生じる。作戦成功の見込みはなく、6月23日にサイパン島奪回作戦は中止された。第五艦隊は逆上陸用の兵力を小笠原諸島や硫黄島に転用する「伊号作戦」の輸送部隊となり、輸送作戦を実施した。6月29日、第五艦隊の大部分は北方部隊の任務に戻った。
7月10日、第十二航空艦隊から第二十七航空戦隊が削除され、新編の第三航空艦隊に編入された。
8月1日、日本海軍の戦時編制改訂により、第22戦隊が北東方面艦隊から削除された。第二艦隊を基幹として第一遊撃部隊が編成され、リンガ泊地に進出する。同時に第五艦隊と第十一水雷戦隊などを基幹として第二遊撃部隊が編成され、第一機動艦隊司令長官小沢治三郎中将の隷下になった。戦時編制において第五艦隊は北東方面艦隊の隷下であったが、実際は小沢機動部隊の護衛部隊であった。
捷号作戦で、北東方面艦隊（第十二航空艦隊）は北東方面来襲に備えた“捷四号作戦”の主担当と定められた。艦隊司令部は8月9日に占守島から北海道千歳基地に移転した。
10月10日、アメリカ海軍空母機動部隊が南西諸島を空襲した。12日以降は台湾沖航空戦が繰り広げられた。この海空戦で大勝利を収めたと誤認した日本海軍は、第二遊撃部隊を含め、各部隊に台湾沖合で残敵掃討を行うよう命じる。小沢長官は第二遊撃部隊に出動を命じた。第二遊撃部隊は10月15日に瀬戸内海を出撃したが、南下進撃中に第38任務部隊が健在であったことが判明し、奄美大島、のち澎湖諸島に退避する。連合軍がレイテ島に上陸を開始すると、その後は連合艦隊と南西方面部隊（指揮官、南西方面艦隊司令長官）からの命令に振り回され、最終的に志摩部隊としてフィリピン沖海戦に参加した。
この戦闘で日本海軍は大打撃を受け、大本営は比較的損害の少なかった第二遊撃部隊（第五艦隊）を中軸に水上兵力を再編する。レイテ沖海戦後も、第二遊撃部隊は新たな編入部隊を加え、南西方面部隊の隷下でレイテ島の戦いにともなう多号作戦に従事した。北東方面艦隊の航空兵力に関しては、第十二航空艦隊新編時から所属していた第五十一航空戦隊（司令官山田定義中将）が11月15日付で解隊され、大部分は消耗した航空戦隊に転用された。
12月1日時点の戦時編制における北東方面艦隊は、司令部直属の千島方面根拠地、第十二航空艦隊、第五艦隊であった。12月5日、戦時編制において第五艦隊が南西方面艦隊の隷下に正式に転属することになり、北東方面艦隊は解隊された。第十二航空艦隊（司令長官後藤中将、参謀長一宮少将）は連合艦隊の隷下に入り、終戦まで千島・樺太方面の警戒にあたった。

## 歴代司令長官
1. 戸塚道太郎中将：1943年8月5日（第十二航空艦隊司令長官兼務）[53] - 1944年9月15日[124]
2. 後藤英次中将：1944年9月15日（第十二航空艦隊司令長官兼務）[124] - 1944年12月5日[121]（解隊）

## 歴代参謀長
1. 一宮義之少将：1943年8月5日（第十二航空艦隊参謀長兼務）[53]　- 1945年12月5日[121]（解隊）

## 隷下部隊

### 1943年8月5日、新編時の編制
北東方面艦隊（第十二航空艦隊司令部兼務）
- 第五艦隊
  - 第二十一戦隊：那智、多摩、木曾
  - 第一水雷戦隊：阿武隈、第9駆逐隊、第21駆逐隊
  - 第二十二戦隊：粟田丸、赤城丸、浅香丸、照興丸、新京丸、神津丸
第一監視艇隊、第二監視艇隊、第三監視艇隊
  - 付属：君川丸（10月1日付で削除）[52]、第36共同丸、第七潜水隊
- 第十二航空艦隊[126]
  - 第二十四航空戦隊：第五三一海軍航空隊、第七五二海軍航空隊
  - 第二十七航空戦隊：第二八一海軍航空隊、第八〇一海軍航空隊[127]、第四五二海軍航空隊[注釈 12]
  - 第五十一航空戦隊：豊橋海軍航空隊、厚木海軍航空隊
  - 付属：幌筵通信隊、第九防空隊
- 付属：第五気象隊（8月15日より）

### 1944年2月1日、戦時編制改訂後の編制
北東方面艦隊（第十二航空艦隊司令部兼務）
- 第五艦隊
  - 第二十一戦隊：那智、多摩、木曾
  - 第一水雷戦隊：阿武隈、第7駆逐隊、第9駆逐隊
  - 第二十二戦隊
  - その他
- 第十二航空艦隊[81]
  - 第二十四航空戦隊：第二八一海軍航空隊[63]、第七五二海軍航空隊、第五三一海軍航空隊
  - 第二十七航空戦隊：第八〇一海軍航空隊、第四五二海軍航空隊、第七五二海軍航空隊
  - 第五十一航空戦隊：豊橋海軍航空隊、厚木海軍航空隊、第五〇二海軍航空隊、築城海軍航空隊、（鳳翔、夕風）[63]
  - 付属：第四十一航空基地隊、幌筵通信隊
- 付属：第五気象隊

### 1944年3月1日
北東方面艦隊（第十二航空艦隊司令部兼務）
- 第五艦隊
  - 第二十一戦隊：那智、多摩、木曾、足柄
  - 第一水雷戦隊：阿武隈、第7駆逐隊、第9駆逐隊（31日付で第18駆逐隊と改称）
  - その他
- 第十二航空艦隊[129]
  - 第二十七航空戦隊：第二五二海軍航空隊、第四五二海軍航空隊、第七五二海軍航空隊、第八〇一海軍航空隊
  - 第五十一航空戦隊：第二〇三航空隊、第五〇二海軍航空隊、第五五三航空隊、第七〇一航空隊
  - 付属：第四十一航空基地隊、幌筵通信隊
  - 第二十二戦隊
- 千島方面根拠地部隊
  - 第1駆逐隊
  - 石垣、国後、八丈
  - 第51警備隊、第52警備隊、第53警備隊
  - 第15輸送隊、第3魚雷艇隊
- 付属：第五気象隊

### 1944年4月1日、戦時編制制度改定後の編制
北東方面艦隊（第十二航空艦隊司令部）
- 第二十二戦隊：浮島丸、第一監視艇隊、第二監視艇隊、第三監視艇隊、第四監視艇隊
- 千島方面根拠地隊[131]
  - 第1駆逐隊、占守型海防艦3隻、その他
- 付属：占守通信隊、第五気象隊
- 第五艦隊
  - 第二十一戦隊：那智、足柄、多摩、木曾
  - 第一水雷戦隊：阿武隈、第7駆逐隊、第9逐隊、第21駆逐隊
  - その他
- 第十二航空艦隊
  - 第二十七航空戦隊
  - 第五十一航空戦隊
  - 付属：第四十一基地航空隊

### 1944年8月15日、マリアナ沖海戦後の編制
北東方面艦隊（第十二航空艦隊司令部）
- 第五艦隊
  - 第二十一戦隊　
  - 第一水雷戦隊
- 第十二航空艦隊
  - 第五十一航空戦隊
    - 第二〇三海軍航空隊
    - 第五〇二海軍航空隊
    - 第五五三海軍航空隊
    - 第七〇一海軍航空隊

  - 付属：第四五二海軍航空隊
- 千島方面根拠地隊
  - 第1駆逐隊、国後、八丈　
  - 第3魚雷艇隊
  - 第51警備隊、第52警備隊、第53警備隊
  - 占守通信隊、第15輸送隊
- 附属：第百一号型輸送艦2隻（133号、134号）、第5気象班、日帝丸

### 1944年12月1日、解隊直前の編制
北東方面艦隊（第十二航空艦隊司令部兼）
- 第五艦隊
  - 重巡：足柄（独立旗艦）[134]
  - 第三十一戦隊[135]（11月20日編入）[注釈 13]：五十鈴、第30駆逐隊、第43駆逐隊、第52駆逐隊、海防艦複数隻、第933海軍航空隊[137]
- 第十二航空艦隊
  - 第四五二海軍航空隊、北東海軍航空隊、12AF輸送機隊
  - 付属：第20、第22、第23、第36魚雷調整班
- 千島方面根拠地隊
  - 第1駆逐隊（12月25日付で連合艦隊付属）
  - 海防艦：国後、八丈[注釈 14]
  - 第51警備隊、第52警備隊、第53警備隊、第3魚雷艇隊
  - 占守通信隊、第15輸送隊
- 付属：第5気象隊

### 新編から解隊までの所属艦艇
戦時編制における北東方面艦隊（第五艦隊もしくは第十二航空艦隊）に所属した艦艇のうち、主要なもの。
（括弧内は北東方面艦隊所属中に編入か転出、もしくは沈没した日時）
- 航空母艦：千代田（1943年12月21日編入[138]、1944年2月1日転出）[139]、鳳翔（1944年1月1日編入[72]、2月20日転出）[63]
- 重巡洋艦：那智（1944年11月5日沈没）、足柄（1944年2月20日編入）[63]
- 軽巡洋艦：多摩（1944年8月30日転出）[140]、木曾（1944年8月30日転出）[140]、阿武隈（1944年10月26日沈没）
- 駆逐艦
  - 第1駆逐隊[141]：野風、神風、波風、沼風（1943年12月18日沈没）
  - 第7駆逐隊[注釈 16]：潮、漣（1944年1月14日沈没）[72]、曙（1944年11月13日喪失）、霞（1944年11月15日編入）[142]
  - 第9駆逐隊（1944年3月31日、解隊）[143]：霞、朝雲（1943年10月31日転出）[144]、不知火（1944年3月1日編入）[145]、白雲（1944年3月16日沈没）、薄雲
  - 第18駆逐隊（1944年3月31日、第9駆逐隊を改編[146]。11月15日[142]、解隊）：霞、不知火（1944年10月27日沈没）、薄雲（1944年7月7日沈没）
  - 第21駆逐隊：初霜、若葉（1944年10月24日沈没）、初春（1944年11月13日喪失）、時雨（1944年11月15日編入）[142]
  - 夕風（1944年1月1日編入[72]、2月20日転出[63]）
- 第三十一戦隊：北東方面の作戦には関与しておらず、所属艦・部隊は省略する。
- 海防艦：国後、八丈、石垣[72]（1944年5月31日沈没）
- 他、魚雷艇×2、輸送艦艇×2、他軍艦6
- 航空機
- 203空:零式艦上戦闘機×16・月光×20
- 502空:九九式艦上爆撃機×48　553空：零戦×48
- 701空：一式陸上攻撃機×33・九六式陸上攻撃機×33・銀河×33・零式練習用戦闘機×30・白菊×30・二式陸上中間練習機×20・九三式中間練習機×13
- 452空：二式水上戦闘機・零式水上偵察機・零式水上観測機